# Vicia cusnae
Vicia cusnae là một loài thực vật có hoa trong họ Đậu. Loài này được Foggi & Ricceri miêu tả khoa học đầu tiên.